# Excitación magnética
La excitación magnética (también fuerza o campo magnetizante) es uno de los tres campos que describen el magnetismo desde el punto de vista macroscópico, y está relacionado con el movimiento de cargas libres y con los polos magnéticos. También se le llama por razones históricas intensidad de campo magnético.
Desde un punto de vista físico, H y B son equivalentes en el vacío, salvo en una constante de proporcionalidad que depende del sistema de unidades: 1 en el sistema de Gauss, {\displaystyle \mu _{0}=4\pi \cdot 10^{-7}{\mbox{N}}{{\mbox{A}}^{-2}}} en el SI. Solo se diferencian en medios materiales con el fenómeno de la magnetización, por lo que el campo H se emplea sobre todo en electrotecnia.
No debe confundirse el campo H con el campo exterior aplicado a un material, pues como se indica más adelante el campo H también tiene fuentes internas en forma de polos magnéticos.